# Philippe Léotard
Ange-Philippe Léotard, född 28 augusti 1940 i Nice, Provence-Alpes-Côte d'Azur, död 25 augusti 2001 i Paris, var en fransk skådespelare och sångare.

## Utmärkelser
Léotard vann Césarpriset för bästa manliga huvudroll 1983 för Tjallaren.

## Roller i urval
- 1971 – Två systrar och Claude
- 1972 – En skön tjej som mej
- 1973 – Schakalen
- 1974 – En underbar skurk
- 1974 – Leva tillsammans
- 1975 – French Connection II
- 1976 – Man kallade honom sheriffen
- 1980 – En veckas semester
- 1982 – Tjallaren
- 1983 – Södern
- 1988 – Åter till södern
- 1995 – Élisa
- 1995 – Les Misérables